# African People’s Convention

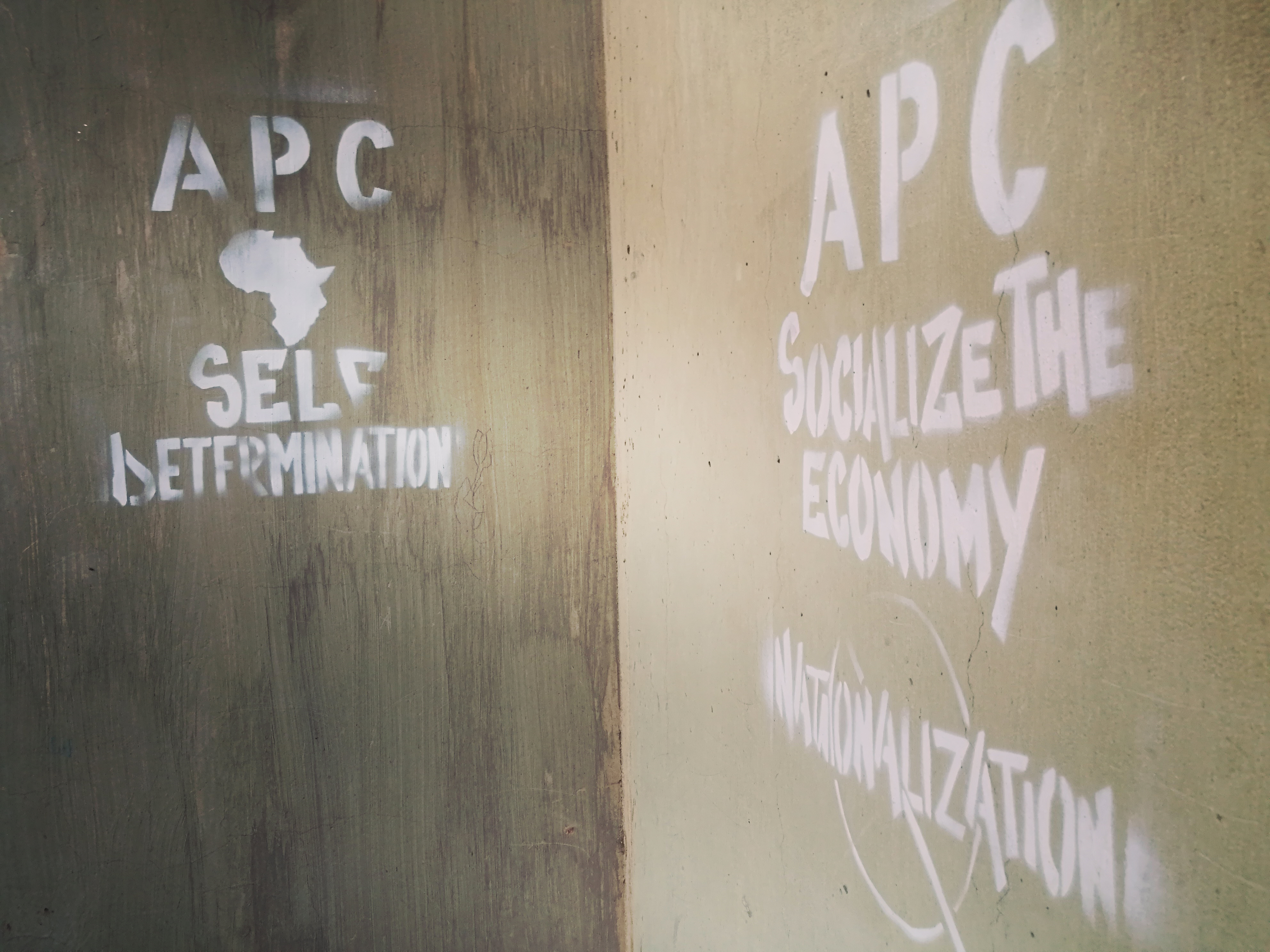
Slogan für die APC in Pretoria

Die African People’s Convention (APC, „Afrikanische Volksversammlung“) ist eine am 4. September 2007 von Themba Godi, dem ehemaligen stellvertretenden Vorsitzenden des radikalen Pan Africanist Congress, gegründete Partei in Südafrika. Themba Godi hatte gemeinsam mit den beiden einzigen Vertretern des PAC in Provinzparlamenten die Partei unter Mitnahme seines Mandats als Abgeordneter in der Südafrikanischen Nationalversammlung („Floor crossing“) verlassen. 
Bei der Parlamentswahl in Südafrika 2009 errang die African People’s Convention 0,2 Prozent der Stimmen und konnte so ihren einzigen Sitz in der Nationalversammlung halten, verlor jedoch ihre beiden Vertreter in den Provinzversammlungen von Gauteng und Eastern Cape. Bei den Wahlen 2014 behielt sie ihren Sitz in der Nationalversammlung knapp, verlor ihn jedoch bei der Wahl 2019. Bei den Kommunalwahlen 2016 erhielt sie 0,22 Prozent der Stimmen. 
Die Partei bezeichnet sich offiziell ebenso wie der Pan Africanist Congress als „afrikanistisch, pan-afrikanistisch und sozialistisch“. Symbol der Partei ist ein zweigeteilter Kreis, die obere Hälfte enthält das Bild einer vor grünem Hintergrund aufgehenden Sonne, die untere Hälfte die Buchstaben APC.